# جانگ گوانگ
جانگ گوانگ (کره‌ای: 장광؛ زادهٔ ۵ ژانویه ۱۹۵۲) بازیگر فیلم و تلویزیون اهل کره جنوبی است.

## فیلم‌شناسی
- گزیدهٔ فیلم‌شناسی

### فیلم
- دنیای جدید (۲۰۱۱)
- مبدل‌پوش (۲۰۱۲)
- ساکت‌شده (۲۰۱۳)

### تلویزیون
- پینوکیو (۲۰۱۴)
- عشق در مهتاب (۲۰۱۶)
- ادیسه کره‌ای (۲۰۱۷)